# 11317 Hitoshi
11317 Hitoshi eller 1994 TX12 är en asteroid i huvudbältet som upptäcktes den 10 oktober 1994 av Spacewatch vid Kitt Peak-observatoriet. Den är uppkallad efter amatörastronomen Hitoshi Hasegawa.
Asteroiden har en diameter på ungefär 8 kilometer och den tillhör asteroidgruppen Themis.